# Ейдж
«Ейдж» (англ. The Age) — щоденна газета англійською мовою, що видається в Мельбурні. Заснована трьома підприємцями: Волтером Пауелом і братами Джоном і Генрі Куками, які в 1840-х роках приїхали в Австралію з Нової Зеландії. Перший номер газети вийшов 17 жовтня 1854 р. У червні 2011 року разовий тираж газети становив 190 600 примірників у будні дні, 275 000 по суботах, недільний випуск, що виходить під назвою «The Sunday Age», мав тираж 225 400 примірників.
В останні роки через зменшення доходів від реклами видання зазнавало фінансових проблем. 18 червня 2012 р. його власник повідомив про намір протягом трьох років скоротити 1900 працівників, у зв'язку з чим формат газети повинен бути змінений на більш економний таблоїдний, а доступ до її електронної версії стати платним.